# Нейрула

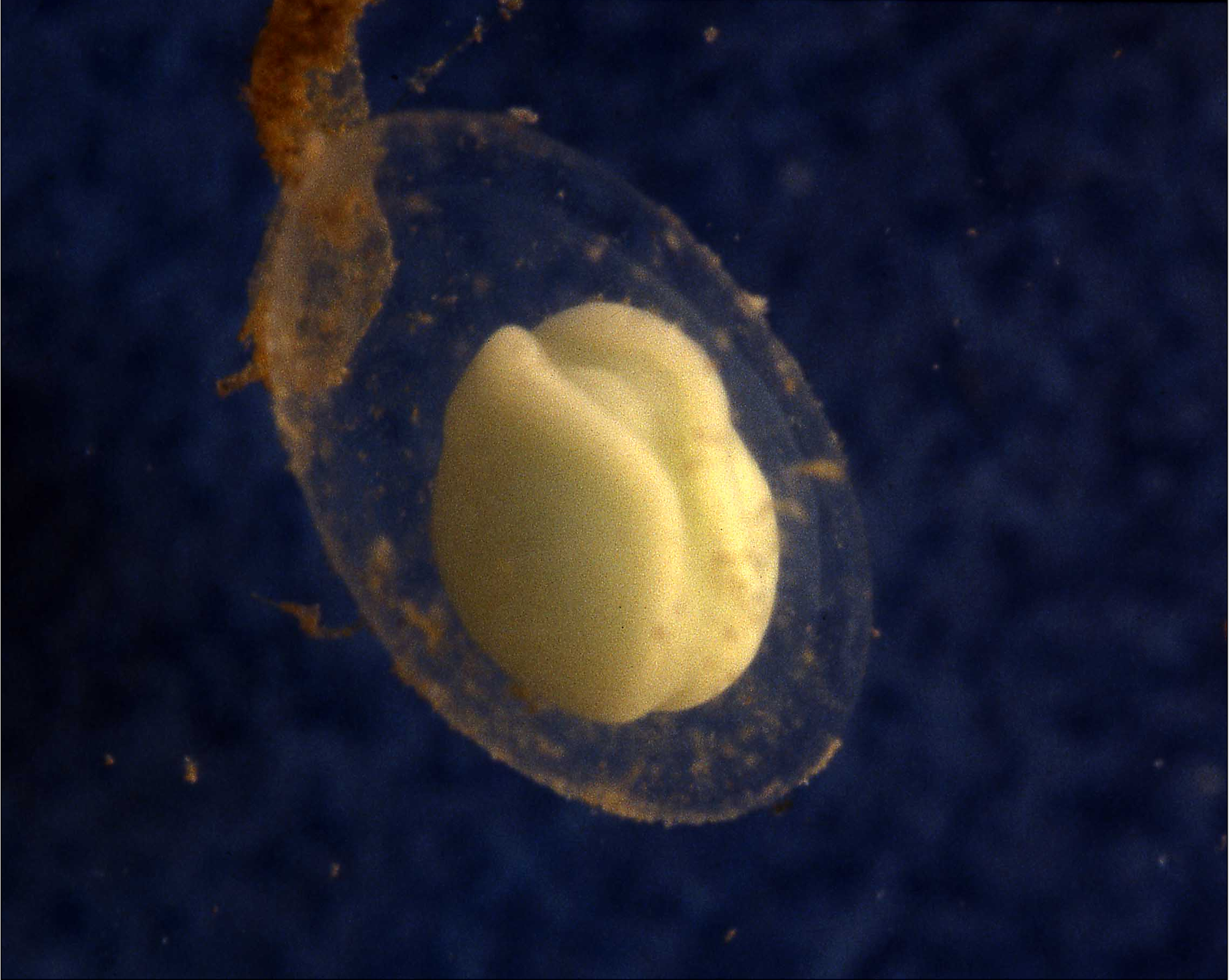
Нейрула эмбрионального развития мраморного тритона

Не́йрула (от лат. néurula, из др.-греч. νεῦρον «волокно; нерв») — одна из стадий зародышевого развития хордовых животных, включая человека. Следует за гаструлой. 
На данной стадии зародышевого развития происходит образование нервной пластинки и её замыкание в нервную трубку.

## Нейруляция
Ранняя нейрула образуется в результате гаструляции и представляет собой трёхслойный зародыш, из слоёв которого начинают образовываться внутренние органы.
- Эктодерма образует нервную пластинку и покровный эпителий.
- Мезодерма образует зачаток хорды.
- Энтодерма подрастает к спинной стороне зародыша и, окружая гастроцель, образует кишечник.

Средняя нейрула образуется во время нейруляции при смыкании нервных валиков.
В конечной стадии нейруляции (поздняя нейрула) у зародыша можно различить передний и задний отделы тела.